# Thời kỳ Heian
| Lịch sử Nhật Bản | Lịch sử Nhật Bản |
| --- | ---------------- |
| Tiền sửThời kỳ đồ đá cũ ~15000 TCN Thời kỳ Jōmon (Thằng Văn) ~15000 TCN–300 TCN Thời kỳ Yayoi (Di Sinh) tk 4 TCN–tk 3 |                  |
| Cổ đạiThời kỳ Kofun (Cổ Phần) tk 3–tk 7 Thời kỳ Asuka (Phi Điểu) 592–710 Thời kỳ Nara (Nại Lương) 710–794 Thời kỳ Heian (Bình An) 794–1185 |                  |
| Phong kiếnThời kỳ Kamakura (Liêm Thương) 1185–1333 Tân chính Kemmu (Kiến Vũ) 1333–1336 Thời kỳ Muromachi (Thất Đinh) 1336–1573 Thời kỳ Nam-Bắc triều 1336–1392 Thời kỳ Chiến Quốc 1467–1590 Thời kỳ Azuchi-Momoyama (An Thổ-Đào Sơn) 1573–1603 Mậu dịch Nanban (Nam Man) Chiến tranh Nhật Bản – Triều Tiên 1592–1598 Thời kỳ Edo/Tokugawa (Giang Hộ/Đức Xuyên)1603–1868 Chiến tranh Nhật Bản – Lưu Cầu Chiến dịch Ōsaka (Đại Phản) Tỏa Quốc Đoàn thám hiểm Perry Hiệp ước Kanagawa (Thần Nại Xuyên) Bakumatsu (Mạc mạt) Minh Trị Duy tân Chiến tranh Boshin (Mậu Thìn) |                  |
| Hiện đạiThời kỳ Minh Trị (Meiji) 1868–1912 Nhật xâm lược Đài Loan 1874 Chiến tranh Tây Nam Chiến tranh Nhật–Thanh Hiệp ước Mã Quan Chiến tranh Ất Mùi 1895 Phong trào Nghĩa Hòa Đoàn Hòa ước Portsmouth Hiệp ước Nhật–Triều 1910 Thời kỳ Đại Chính (Taishō) 1912-1926 Nhật Bản trong Thế chiến thứ nhất Sự can thiệp của Nhật Bản vào Siberia Đại thảm họa động đất Kantō 1923 Thời kỳ Chiêu Hòa (Shōwa) 1926–1989 Chủ nghĩa quân phiệt Nhật Bản Sự kiện Phụng Thiên Nhật Bản xâm lược Mãn Châu Hiệp ước chống Quốc tế Cộng sản Chiến tranh Trung–Nhật Cuộc tấn công Trân Châu Cảng Vụ ném bom nguyên tử xuống Hiroshima và Nagasaki Chiến tranh Xô–Nhật Nhật Bản đầu hàng Thời kỳ bị chiếm đóng 1945-1952 Nhật Bản thời hậu chiếm đóng Kỳ tích kinh tế Nhật Bản thời hậu chiến Thời kỳ Bình Thành (Heisei) 1989–2019 Thập niên mất mát Động đất Kobe 1995 Cool Japan Động đất và sóng thần Tōhoku 2011 Thời kỳ Lệnh Hòa (Reiwa) 2019–nay Đại dịch COVID-19 tại Nhật Bản |                  |
| Xem thêm Thiên hoàng • Niên biểu • Đế quốc Nhật Bản Kinh tế • Giáo dục • Quân sự • Hải quân • Di sản thế giới |                  |
| x t s |                  |

Thời kỳ Heian (平安時代, Heian-jidai, âm Hán Việt: Bình An thời đại) là thời kì phân hóa cuối cùng trong lịch sử Nhật Bản cổ đại, kéo dài từ năm 794 đến 1185. Đây là thời kỳ Nho giáo và tầm ảnh hưởng của Trung Quốc phát triển tới đỉnh cao. Thời kì Heian cũng được coi là giai đoạn đỉnh cao của quyền lực Thiên hoàng, đánh dấu sự phát triển của nghệ thuật, thơ ca và văn học.

## Lịch sử
Heian là thời kỳ kế tục thời kỳ Nara, bắt đầu từ năm 794 sau khi Thiên hoàng Kammu - Thiên hoàng thứ 50 theo danh sách Thiên hoàng truyền thống, dời kinh đô Heijō-kyō (平城京, Bình Thành Kinh ở Nara) tới Heian kyō (平安京, Bình An kinh - thành phố Kyoto ngày nay). Thời kỳ này được coi là một dấu son trong văn hóa Nhật Bản, được các thế hệ sau ghi nhớ ngưỡng mộ. Thời kỳ Heian cũng đánh dấu sự thăng hoa của tầng lớp samurai, tầng lớp sau cùng sẽ chiếm đoạt quyền lực và bắt đầu thời kỳ phong kiến ở Nhật Bản.
Trên danh nghĩa, quyền lực tối cao do Thiên hoàng nắm giữ. Nhưng trong thực tế, giới quý tộc Fujiwara đã thâu tóm quyền lực. Vì Thiên hoàng Kammu đã bãi bỏ hệ thống quân đoàn, triều đình mất đi khả năng duy trì trật tự công cộng, tình hình an ninh hỗn loạn trên khắp Nhật Bản. Để bảo vệ quyền lợi tại các lãnh địa, các gia tộc giàu có buộc phải tự vũ trang cho lực lượng an ninh riêng của mình, từ đó dần hình thành tầng lớp võ sĩ (samurai). Các gia tộc lớn giàu có bắt đầu liên kết với tầng lớp tăng lữ, quý tộc hạ - trung lưu bản địa tại vùng lãnh thổ phía đông đất nước để thành lập nên các nhóm lực lượng samurai thay thế hoàn toàn cho quân đoàn triều đình trung ương. Bằng cách đó, tầng lớp võ sĩ đã đạt được những thành tựu chính trị ổn định trong suốt thời kỳ Heian. Đầu năm 939, Taira no Masakado đe dọa quyền lực của chính quyền trung ương bằng việc dẫn đầu cuộc nổi loạn ở tỉnh Hitachi ở phía Bắc. Gần như trong cùng thời điểm, Fujiwara no Sumitomo nổi loạn ở phía Tây. Phần lớn quyền lực nằm trong quân đội riêng của các shogun.
Sự lấn át của tầng lớp võ sĩ đối với triều đình Thiên hoàng là hậu quả của cuộc nổi loạn Hōgen. Cũng trong thời Heian này, Taira no Kiyomori học theo âm mưu của Fujiwara bằng việc đưa con ông lên giữ ngôi trị vì Nhật Bản dưới hình thức nhiếp chính. Gia tộc này (gia tộc Taira) vẫn tại vị cho đến sau cuộc chiến đánh dấu sự mở đầu của Mạc phủ: Chiến tranh Genpei. Thời kỳ Kamakura bắt đầu từ năm 1185 khi Minamoto no Yoritomo giành được quyền lực từ Thiên hoàng và thiết lập Mạc phủ tại Kamakura.

## Chế độ nhiếp chính Fujiwara

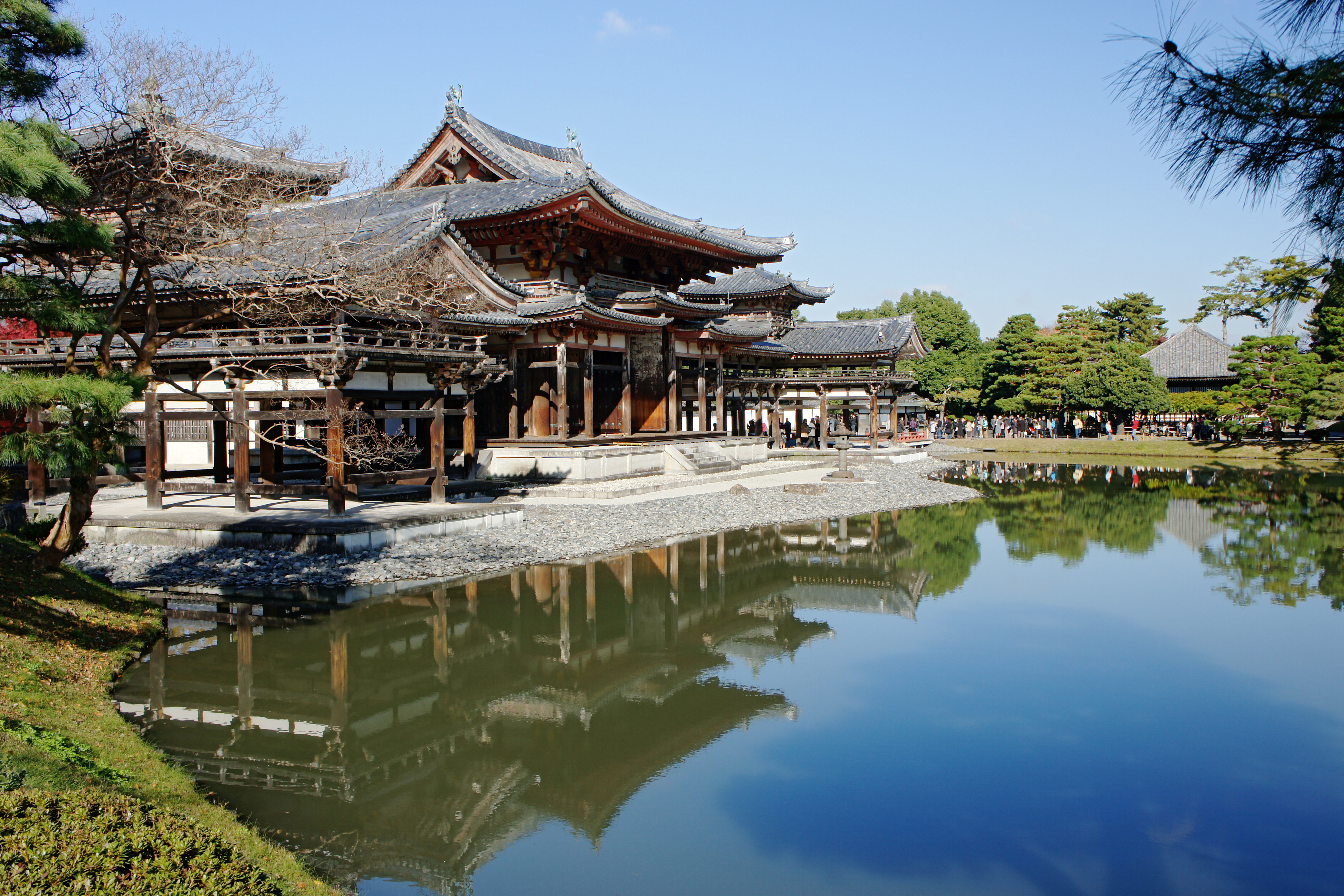
Lầu phượng hoàng trong Byodoin, một công trình kiến trúc Phật giáo được xây dựng vào thời kỳ Heian.

Khi Thiên hoàng Kammu dời kinh đô tới Heian-kyō (Kyoto), cũng là kinh đô của đất nước trong hơn 1000 năm sau đó. Thiên hoàng Kammu không chỉ muốn tăng cường quyền lực của triều đình mà còn củng cố vị thế địa chính trị của bộ máy cai trị bởi kinh đô mới có một con sông dẫn ra biển và có thể đến được bằng đường bộ qua các tỉnh phía Đông. Thời Heian giai đoạn đầu (784-967) là sự kế tục văn hóa thời kì Nara, kinh đô Heian (Kyoto) được thiết kế theo kiểu thành Trường An của nhà Đường, giống như cố đô Nara nhưng ở quy mô lớn hơn nhiều. Bất chấp sự thất bại của những cải cách Taika - Taihō, triều đình vẫn rất mạnh vào giai đoạn đầu thời kì Heian. Sự thật là, việc Thiên Hoàng Kammu tránh các cuộc đại cải cách đã làm giảm cường độ của các cuộc đấu đá chính trị và ông đã được công nhận là một trong những Thiên hoàng mạnh mẽ nhất của Nhật Bản.
Dù đã bãi bỏ cưỡng bách tòng quân đối với chế độ quân đoàn cũ từ năm 792, Thiên hoàng Kammu vẫn tiến hành những cuộc chinh phạt lớn nhằm thu phục người Emishi, những người được cho là hậu duệ của người thời kỳ Jōmon đã di cư, sống ở miền Bắc và miền Đông Nhật Bản. Sau khi tạm thời đạt được những thành tựu vào năm 794, năm 797, Thiên hoàng Kammu bổ nhiệm một chức quan mới với tên gọi Chinh di đại tướng quân, nghĩa đen là tướng quân chuyên đi chinh phạt các bộ tộc man di ở Nhật Bản. Năm 801, Chinh di đại tướng quân Saka-no-Ue-no-Tamuramaro đánh bại người Emishi và mở rộng lãnh thổ hoàng gia cai trị tới cực Đông của đảo Honshū. Tuy vậy, quyền kiểm soát của triều đình đối với các khu vực này vẫn rất mỏng manh. Tới thế kỷ 9 và 10, phần lớn quyền lực rơi vào tay các đại gia tộc - những kẻ coi thường hệ thống thuế khóa và quản lý đất đai theo hình mẫu Trung Hoa do chính quyền Kyoto thiết lập. Mặc dù Heian là một thời kỳ ổn định, dòng dõi Thiên hoàng vẫn được đảm bảo theo hình thức cha truyền con nối, song quyền lực lại rơi vào tay gia tộc Fujiwara.

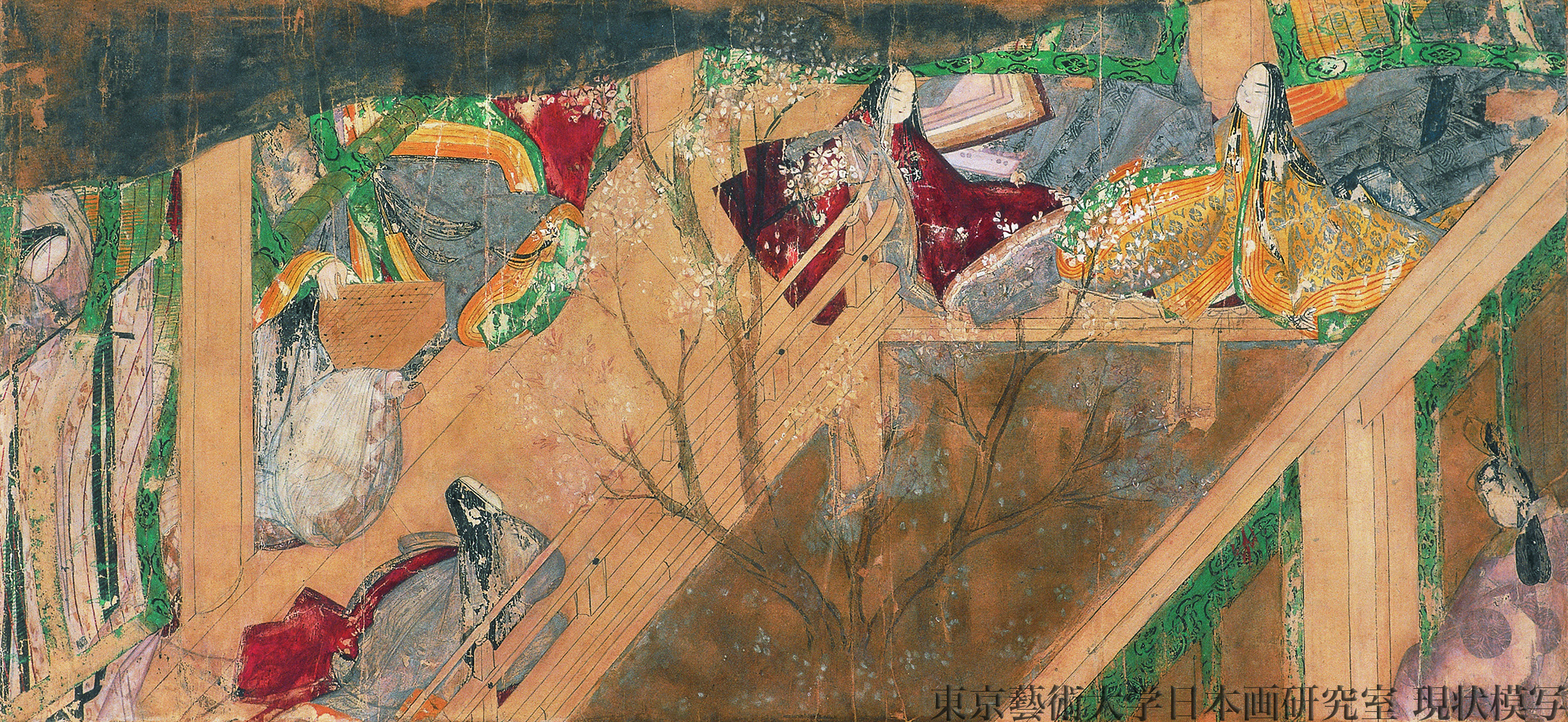
Tranh cuộn vào khoảng 1130, minh họa một cảnh từ chương "Sông tre’’ trong "Truyện kể Genji.

Sau khi Thiên hoàng Kammu băng hà năm 806, hai người con trai của ông bắt đầu tranh giành ngai vàng, hai cơ quan mới được thành lập để điều chỉnh lại hệ thống hành chính Taika - Taihō. Cơ quan thứ nhất là Ngự tiền viện, thông quá đó Thiên hoàng có thể ban chiếu trực tiếp và chắc chắn hơn trước kia. Cơ quan thứ hai là lực lượng cảnh binh kinh đô mới thay thế cho cấm vệ hoàng gia vốn mang nặng tính lễ nghi. Việc ngừng đưa các đoàn ngoại giao đi sứ triều đình nhà Đường vào năm 838 đã chính thức khép lại tầm ảnh hưởng của Trung Hoa đối với Nhật Bản. Nhà Đường đang bước vào thời kỳ mạt triều, Phật giáo bị đàn áp quyết liệt, làm suy yếu lòng tôn kính của Nhật Bản với các thể chế kiểu Trung Hoa. Nhật Bản bắt đầu thay đổi theo chiều hướng hướng nội hơn.
Giống như gia tộc Soga nắm quyền kiểm soát ngai vàng trong thế kỷ 6, thì vào thế kỷ thứ 9, gia tộc Fujiwara đã liên hôn với hoàng gia và đưa một trong những thành viên của họ trở thành người đứng đầu Ngự tiền phòng của Thiên hoàng. Một người nhà Fujiwara khác trở thành Nhiếp chính quan (Sessho) cho cháu trai mình, khi đó là một Thiên hoàng nhỏ tuổi; và một người nữa được phong chức Quan Bạch (Kanpaku). Cho đến cuối thế kỷ 9, vài Thiên Hoàng đã cố gắng, nhưng bất thành để kìm hãm nhà Fujiwara. Thế nhưng, có một lần dưới triều Thiên hoàng Daigo (897-930), chế độ nhiếp chính Fujiwara bị gián đoạn và Thiên hoàng trực tiếp trị vì đất nước.
Tuy nhiên, gia tộc Fujiwara không hề bị hạ bệ dưới triều đình Thiên hoàng Daigo mà thực tế họ còn mạnh hơn. Chính quyền trung ương tiếp tục suy yếu trong khi nhà Fujiwara cùng với vài đại gia tộc khác và các xã viện Thần đạo, Phật giáo có thêm nhiều shōen (trang viên), trở nên vô cùng giàu có vào đầu thế kỷ 10. Từ đầu thời Heian, các shōen đã có được địa vị pháp lý riêng, các xã viện tôn giáo lớn bắt đầu đòi hỏi các danh vị rõ ràng và vĩnh viễn, họ đòi miễn thuế nộp cho triều đình và miễn trừ quyền kiểm soát của chính quyền với các shōen mà họ nắm giữ. Người nông dân cảm thấy rất có lợi khi nhượng quyền sở hữu đất cho các trang viên nêu trên, đổi lại họ không phải nộp thuế, chỉ cần canh tác trên đất và trả một phần lương thực thu hoạch được cho trang viên sau vụ mùa. Cả nhân dân lẫn đất đai ngày càng vuột khỏi tầm kiểm soát, chế độ thuế khóa của triều đình trung ương trên thực tế đã trở lại tình trạng trước Cải cách Taika.

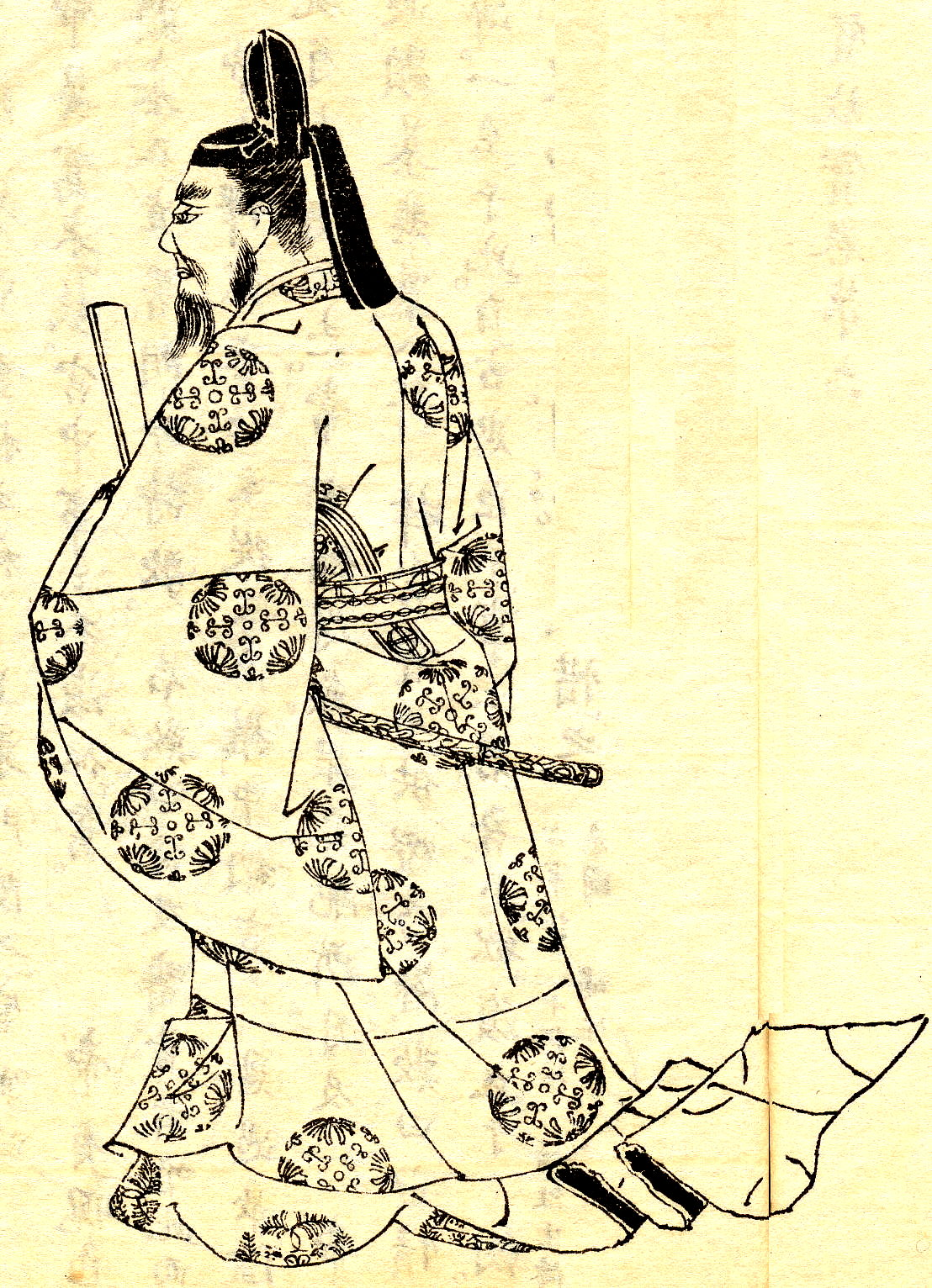
Tranh Fujiwara Michinaga, Kikuchi Yōsai vẽ.

Trong vòng một thập kỷ sau khi Thiên hoàng Daigo băng hà, gia tộc Fujiwara nắm quyền kiểm soát toàn diện triều đình. Năm 1000, Fujiwara no Michinaga đã có thể phế lập Thiên Hoàng theo ý muốn. Triều đình trung ương hầu như không còn quyền lực gì. Gia tộc Fujiwara được nhà sử học George B. Sansom gọi là "độc tài cha truyền con nối."
Bất chấp việc chiếm đoạt hoàng quyền, nhà Fujiwara vẫn tạo ra một thời kỳ nở hoa của nghệ thuật và mỹ học giữa triều đình và tầng lớp quý tộc. Những vần thơ duyên dáng cùng văn học tiếng bản ngữ rất được ưa chuộng. Văn tự tiếng Nhật đã từ lâu dựa vào kanji, nay nó được bổ sung thêm bằng kana, hai cách phát âm chữ viết Nhật Bản: katakana - một hệ thống dựa vào trí nhớ sử dụng chữ tượng hình Trung Hoa; và hiragana - bảng ký hiệu âm tiết bằng chữ thảo với một phương pháp viết riêng biệt đặc sắc Nhật Bản. Hiragana cho người viết cảm xúc bởi nó là chữ tượng thanh, và với nó, lại càng quảng bá cho sự nổi tiếng của văn học tiếng Nhật. Đa phần các tác phẩm viết bằng hiragana là do những người phụ nữ trong triều viết vì họ không được học Hán tự như đàn ông. Ba phụ nữ cuối thế kỷ 10, đầu thế kỷ 11 đã giới thiệu cái nhìn về cuộc sống và sự lãng mạn ở triều đình Heian trong "Tinh Linh Nhật ký" ( Kagero nikki) do mẹ của Fujiwara Michitsuna viết, "Truyện gối đầu" của Sei Shōnagon và "Truyện kể Genji" của Murasaki Shikibu. Nghệ thuật bản xứ cũng nở hoa dưới sự cai trị của nhà Fujiwara sau hàng thế kỷ noi theo hình mẫu Trung Hoa. Những bức vẽ phong cách Nhật Bản sặc sỡ yamato-e về đời sống triều đình và những câu chuyện về đền thờ và nơi linh thiêng trở thành thông dụng vào giữa và cuối thời Heian, trở thành khuôn mẫu cho nghệ thuật Nhật Bản ngày nay.
Khi văn hóa phát triển rực rỡ, sự phân quyền cũng ngày càng trầm trọng. Trong khi sự phát triển shōen vào đầu thời kỳ Heian đã chứng kiến việc khai hoang nhiều đất đai mới và việc phong đất cho các gia tộc và các thể chế tôn giáo, thời kỳ thứ hai chứng kiến gia sản các "gia tộc triều đình" phình lên. (Thực tế, hệ thống gia tộc cũ vẫn gần như còn nguyên vẹn ở trong triều đình tập quyền cũ). Các thể chế mới nay cần đối diện với sự thay đổi về xã hội, kinh tế, và chính trị. Luật Taihō mất hiệu lực, các thể chế của nó bị gạt khỏi chức năng nghi lễ. Hệ thống hành chính gia đình nay trở thành thể chế chung. Khi gia đình quyền lực nhất Nhật Bản, nhà Fujiwara thống trị Nhật Bản và quyết định mọi việc triều chính, ví dụ như việc thừa kế ngai vàng. Việc gia đình và triều chính hoàn toàn bị trộn lẫn, một hình mẫu được bắt chước bởi các gia đình khác, các tu viện, và thậm chí cả Hoàng gia. Việc quản lý đất đai trở thành công việc chính yếu của các gia đình quý tộc, không nhiều sự quản lý trực tiếp từ Hoàng gia hay chính phủ trung ương vì quyền lực của họ đã suy giảm và sự đoàn kết lớn trong gia đình và việc thiếu ý thức thống nhất quốc gia của người Nhật.

### Tầng lớp quân sự cầm quyền
Vào đầu thời này, khi chế độ cưỡng bách tòng quân vẫn được trung ương kiểm soát, các hoạt động quân sự không nằm trong tay của các quý tộc địa phương. Nhưng khi hệ thống này bị dỡ bỏ sau năm 792, các thế lực địa phương trở thành nguồn sức mạnh quân sự chủ yếu. Những người chủ Shōen đã trở thành những người đầy quyền thế và, vì họ đã tiếp thu được kỹ thuật quân sự tiến bộ (ví dụ như phương pháp huấn luyện, cung, tên, ngựa khỏe hơn và những thanh kiếm siêu hạng) và đối mặt với tình hình địa phương ngày càng tồi tệ đi trong thế kỷ 9, hoạt động quân sự trở thành một phần của đời sống các shoen. Không chỉ các "shoen" mà cả các thế chế dân sự và tôn giáo cũng tổ chức các đơn vị bảo an riêng để bảo vệ chính mình. Dần dần, tầng lớp trên ở địa phương chuyển thành giai cấp quý tộc quân sự dựa trên tư tưởng của bushi (võ sĩ) hay samurai.
Sự hâm mộ các võ sỹ gồm nhiều loại khác nhau, phá vỡ cơ cấu quyền lực xưa cũ và tạo ra những quan hệ mới trong thế kỷ 9. Tầm quan trọng của tình cảm, những mối liên hệ gia đình, và mối quan hệ họ hàng được củng cố trong các nhóm quân sự và trở thành một phần của chế độ gia đình trị. Trong thời đại này, các gia tộc quân sự lớn ở địa phương tập hợp xung quanh những quý tộc triều đình, những người đã trở thành những nhân vật địa phương nổi bật. Những gia tộc quân sự gây dựng thanh thế bằng mối liên hệ với hoàng gia, các danh gia quân sự tại triều đình và tiếp cận với nguồn nhân lực. Các gia tộc Fujiwara, Taira và Minamoto nằm trong số những gia tộc nhận được sự ủng hộ lớn nhất của các giai tầng quân sự mới.
Sản lượng lương thực suy giảm, dân số gia tăng, và cạnh tranh giữa các gia đình lớn về các nguồn lực đều dẫn đến sự suy giảm dần quyền lực của nhà Fujiwara và làm gia tăng sự mất ổn định quân sự vào giữa thế kỷ 10 và thế kỷ 11. Thành viên của các gia tộc Fujiwara, Taira, và Minamoto—tất cả đều có nguồn gốc hoàng gia—tấn công lẫn nhau, tuyên bố quyền kiểm soát những dải đất lớn của những vùng đất chiếm được, thiết lập những chế độ thù địch, và nói chung là đã phá vỡ nền hòa bình của Xứ sở Mặt trời mọc.
Nhà Fujiwara kiểm soát ngai vàng cho đến triều đại Thiên hoàng Hậu Tam Điều (1068-1073), Thiên hoàng đầu tiên không do một người mẹ từ gia đình Fujiwara sinh ra kể từ thế kỷ 9. Go-Sanjo, quyết tâm phục hồi đế quyền qua sức mạnh kiểm soát cá nhân, thi hành các cải cách để kiềm chế ảnh hưởng của nhà Fujiwara. Ông cũng thiết lập một cơ quan để soạn thảo và xác nhận tính hợp lệ của các hồ sơ bất động sản với mục đích tái xác nhận quyền kiểm soát trung ương. Shōen không có giấy phép đúng đắn, và những người nắm giữ đất đai lớn, như nhà Fujiwara, cảm thấy bị đe dọa vì mất đi nhiều đất đai. Go-Sanjo cũng thành lập Incho, hay "Viện Sảnh", do người thừa kế của Thiên Hoàng đứng đầu, người từ bỏ quyền lợi để cống hiến bản thân mình cho sự cai trị ở hậu trường, hay Insei ("Viện Chính’’).
Incho lấp đầy khoảng trống quyền lực của nhà Fujiwara. Thay vì bị xua đuổi, nhà Fujiwara trở lại vị trí cũ của mình là độc tài dân sự và Trung Đại Nhân và thường bị bỏ qua trong việc ra các quyết định. Trong thời gian này, rất nhiều người nhà Fujiwara bị thay thế, phần lớn là bởi thành viên của gia tộc Minamoto đang nổi lên. Trong khi nhà Fujiwara bất hòa và chia thành hai phe Bắc Nam, hệ thống "Insei" cho phép huyết thống trực hệ hoàng gia lại giành được ảnh hưởng đằng sau ngai vàng. Thời kỳ từ năm 1086 đến năm 1156 là thời gian của "Incho" có quyền uy tối thượng và sự nổi lên của tầng lớp quân sự trên toàn quốc. Quân sự thay vì dân sự đã thống trị triều đình.

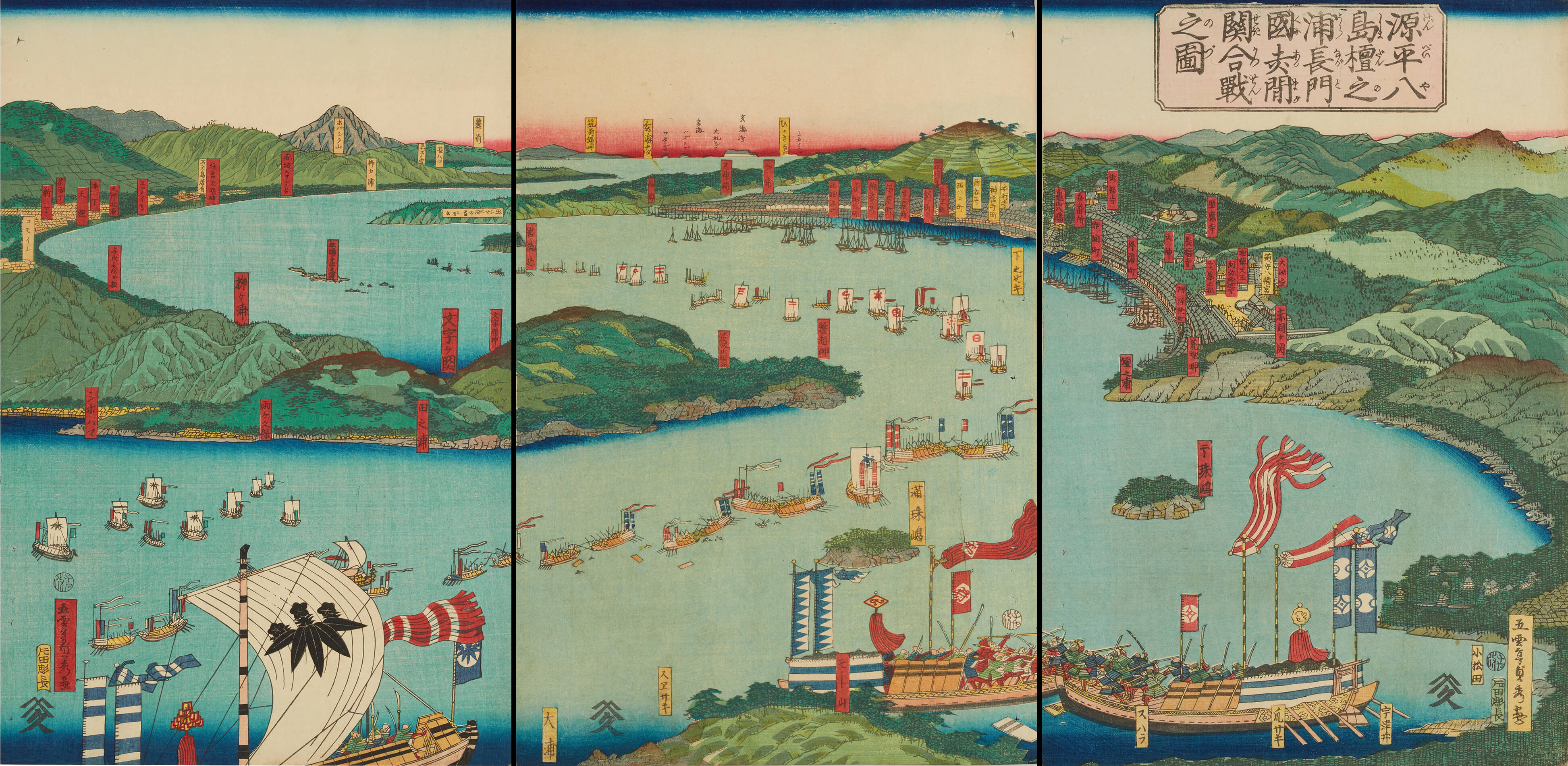
Tranh vẽ trận Dan-no-ura ngày 25 tháng 4, 1185, chiến tranh Genpei.

Tranh đoạt ngai vàng vào giữa thế kỷ 12 cho nhà Fujiwara cơ hội để tái lập quyền lực của mình. Fujiwara no Yorinaga sát cánh cùng vị Thiên Hoàng già trong một trận quyết chiến năm 1156 chống lại người được cho là người kế vị, được sự ủng hộ của hai gia tộc Taira và Minamoto (Bạo loạn Hogen). Cuối cùng, nhà Fujiwara bị tiêu diệt, hệ thống triều đình cũ bị thay thế, và hệ thống "Insei" không còn quyền lực vì bushi (võ sỹ) nắm việc triều chính, tạo ra một bước ngoặt trong lịch sử Nhật Bản. Năm 1159, hai nhà Taira và Minamoto xung đột (Bạo loạn Heiji), và 20 năm quyền lực của nhà Taira bắt đầu.
Taira no Kiyomori nổi lên như một thế lực thực sự ở Nhật Bản sau sự suy yếu của nhà Fujiwara, và ông ta sẽ nắm quyền lãnh đạo trong 20 năm tới. Ông đã cho con gái Tokuko kết hôn với Thiên hoàng Takakura, người chỉ mới 19 tuổi, để lại đứa con trai sơ sinh Antoku để kế vị ngai vàng. Kiyomori đã lấp đầy không dưới 50 vị trí của chính phủ bằng người thân của mình, xây dựng lại Biển nội địa và khuyến khích giao thương với Nhà Tống Trung Quốc. Ông cũng đã thực hiện các hành động mạnh mẽ để bảo vệ quyền lực của mình khi cần thiết, bao gồm việc loại bỏ và lưu đày 45 quan chức tòa án và san bằng hai ngôi đền rắc rối, Todai-ji và Kofuku-ji.
Taira bị quyến rũ bởi đời sống triều đình và bỏ qua các vấn đề ở các tỉnh, nơi gia tộc Minamoto đang xây dựng lại sức mạnh của họ. Năm 1183, hai năm sau cái chết của Kiyomori, Yoritomo Minamoto đã phái anh em Yoshitsune và Noriyori tấn công Kyoto. Taira bị đánh lạc hướng và buộc phải chạy trốn, và Thái hậu đã cố gắng tự dìm mình và Hoàng đế 7 tuổi (ông đã chết, nhưng mẹ ông vẫn sống sót). Con trai khác của Takakura đã thành công với tư cách là Thiên hoàng Go-Toba.
Với tài tổ chức của Yoritomo, hệ thống  bakufu  cai trị Nhật Bản trong bảy thế kỷ tiếp theo đã được áp dụng. Ông bổ nhiệm các thống đốc quân sự, hay  daimyō , để cai trị các tỉnh và quản gia, hoặc  jito  để giám sát các khu vực công cộng và tư nhân. Yoritomo sau đó chuyển sự chú ý của mình đến việc loại bỏ gia tộc Fujiwara hùng mạnh, nơi che chở cho người anh em nổi loạn Yoshitsune. Ba năm sau, ông được bổ nhiệm  shōgun  ở Kyoto. Một năm trước khi qua đời vào năm 1199, Yoritomo đã trục xuất Thiên hoàng thiếu niên Go-Toba khỏi ngai vàng. Hai con trai của Go-Toba đã kế vị nhưng họ cũng sẽ bị những người kế vị chức shōgun của Yoritomo xóa bỏ. 

## Văn hóa Heian

### Sự phát triển của Phật giáo

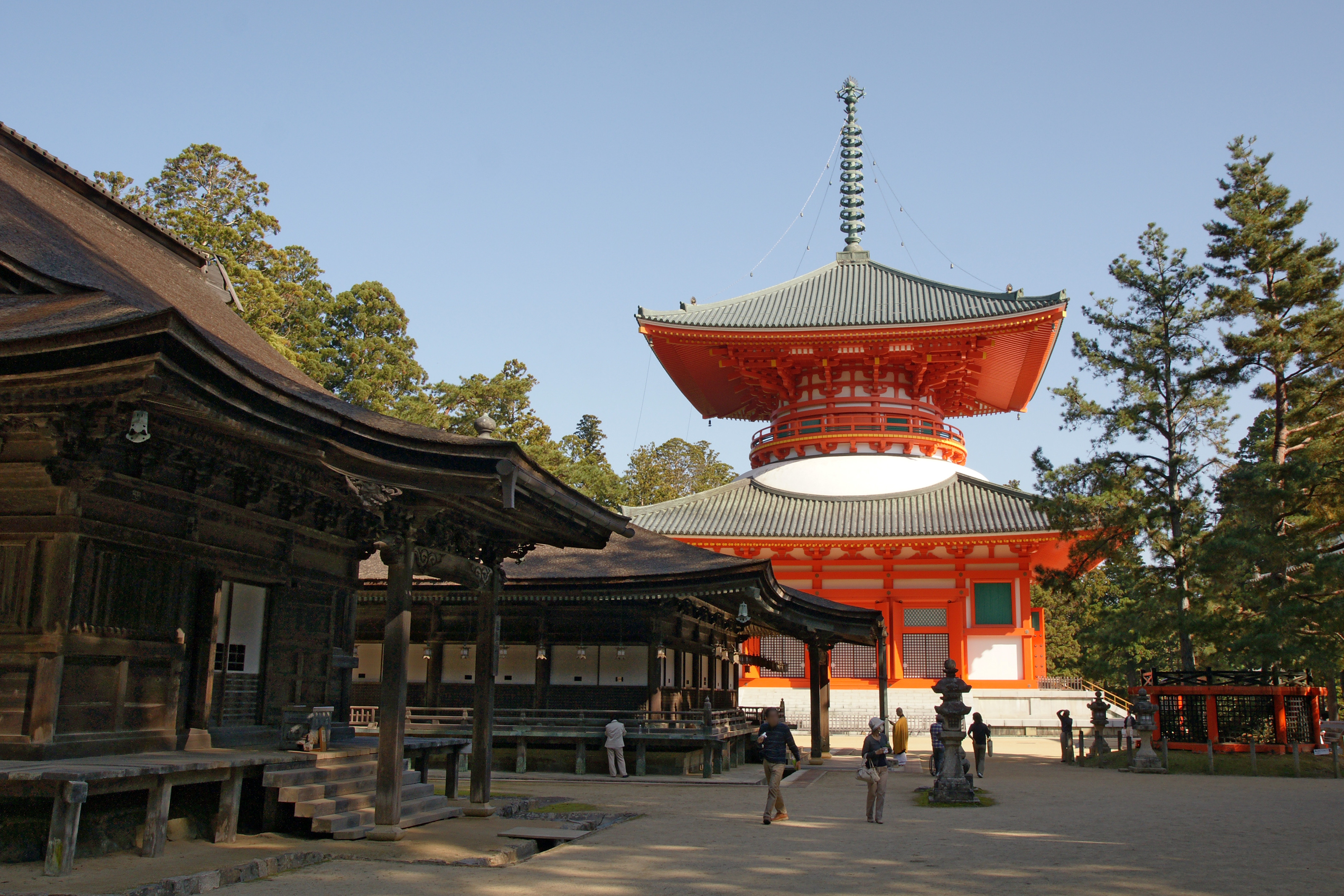
Đàn Thượng Già Lam của Núi Kōya. Nơi này là một trung tâm của vùng đất linh thiêng của Chân Ngôn Tông.

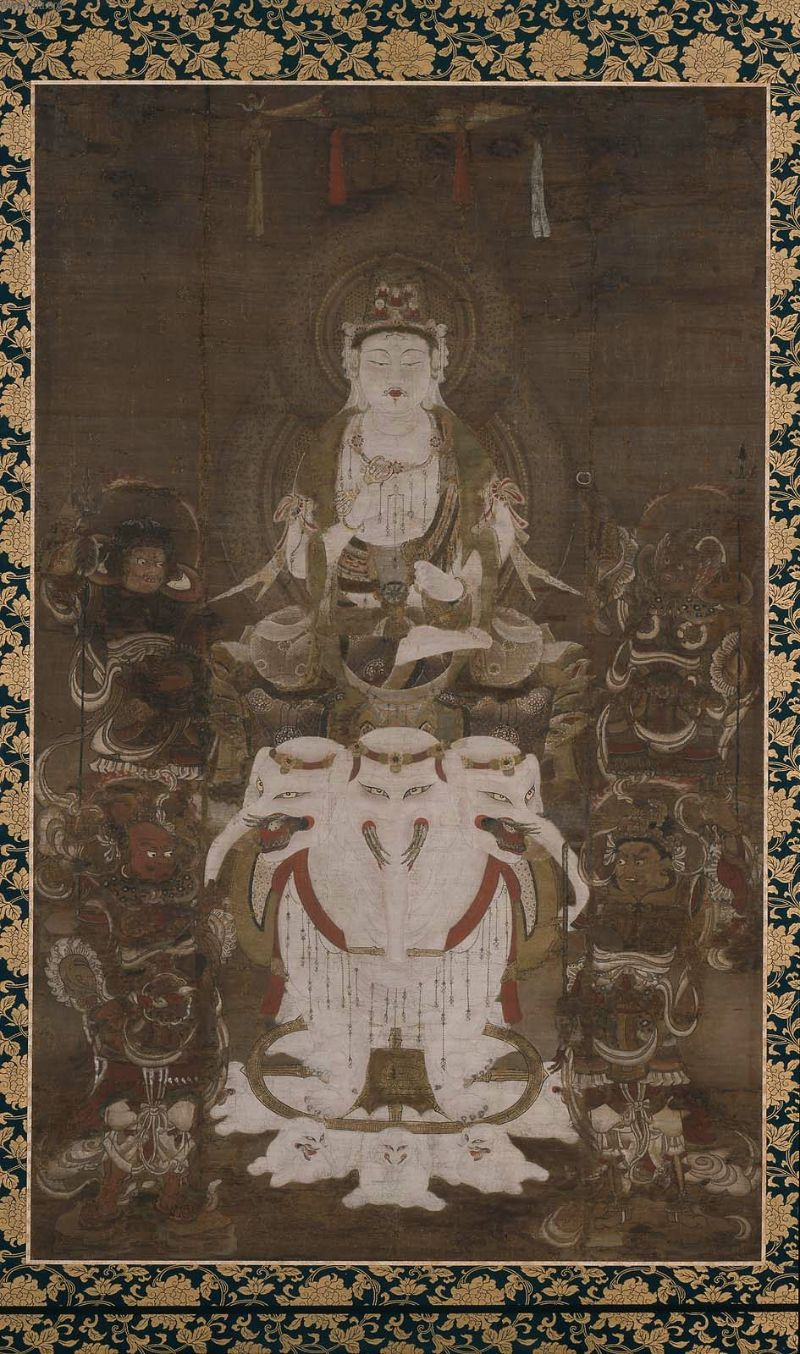
Phổ Hiền Bồ Tát diên mệnh, một bức tranh vẽ trên lụa thế kỉ 12, cuối thời Heian.

Komoku Ten đang đứng (Quảng Mục Thiên Vương)

Phật giáo bắt đầu lan rộng ở Nhật Bản trong suốt thời kì Heian, chủ yếu qua hai giáo phái lớn là Thiên thai tông và Chân ngôn tông. Thiên thai tông có nguồn gốc từ Trung Quốc, dựa trên Diệu pháp liên hoa kinh, một trong những kinh điển quan trọng của Phật giáo Đại thừa. Chân ngôn tông lại là một giáo phái bản địa sáng lập bởi Kūkai, một giáo phái có quan hệ gần gũi với Ấn Độ Giáo, Phật giáo Tây Tạng nguyên căn cũng như tư duy của Phật giáo Trung Hoa. Kūkai tạo được một ảnh hưởng mạnh mẽ với người kế nhiệm Nhật hoàng Kammu cũng như các thế hệ người Nhật Bản không chỉ bởi tính linh thiêng, mà còn bởi nghệ thuật viết chữ, khả năng thi ca, hội họa, điêu khắc của ông. Trong khi đó, bản thân Kammu rất hâm mộ Thiên thai tông. Giữa các tu viện của Thiên thai tông trên núi Hiei và triều đình ở kinh đô mới ngay chân núi có một quan hệ gắn bó chặt chẽ. Chính vì thế, Thiên thai tông có ảnh hưởng đặc biệt tới Nhật hoàng Kammu và tới cả quốc gia.

### Văn học thời kỳ Heian
Mặc dù chữ viết Trung Hoa (Kanbun-Hán văn) vẫn là ngôn ngữ chính thức của triều đình thời kỳ Heian, việc ra đời và sử dụng rộng rãi kana chứng kiến sự bùng nổ của văn học Nhật Bản. Tuy nhiên, dẫu có sự ra đời của nhiều thể loại văn chương như truyện-tiểu thuyết (物語, monogatari "vật ngữ"), các thể loại nhật ký (日記, nikki), du ký (紀行, kikō, kỷ hành), tùy bút (草子, sōshi, thảo tử), văn học chỉ thịnh hành trong triều đình và các nhà sư.
Thơ đặc biệt là một yếu tố chính của cuộc sống cung đình. Các quý ông và quý bà tương lai mong muốn thành thạo nghệ thuật viết thơ như một dấu ấn về địa vị của họ. Mỗi dịp đều là dịp viết thơ, từ sinh nhật một đứa trẻ cho đến việc đăng cơ của một hoàng đế, hoặc thậm chí là một cảnh đẹp thiên nhiên. Một bài thơ được viết tốt có thể dễ dàng tạo ra hoặc phá hủy danh tiếng của một người, và thường là một phần quan trọng của tương tác xã hội. Việc cũng không kém phần quan trọng là lựa chọn thư pháp hay là chữ viết tay. Người Nhật thời kỳ này tin rằng chữ viết tay có thể phản ánh tâm hồn của một người: do đó, chữ viết kém hoặc vội vàng có thể được coi là dấu hiệu của sự sinh sản kém. Cho dù là thơ tiếng Trung hay tiếng Nhật, chữ viết tốt và kỹ năng nghệ thuật là tối quan trọng đối với danh tiếng xã hội khi nói đến thơ. Sei Shōnagon đề cập trong  Sách gối đầu  của mình rằng khi một cận thần nào đó cố gắng hỏi lời khuyên của bà về cách viết một bài thơ cho Hoàng hậu Sadako, cô phải lịch sự quở trách anh ta vì chữ viết của anh ta quá xấu.
Lời của bản quốc ca Nhật Bản hiện nay, Kimi Ga Yo, nguyên là một bài waka được viết trong hậu kỳ Heian, cũng như Truyện kể Genji (源氏物語, Genji monogatari) của Murasaki Shikibu, được công nhận là tiểu thuyết theo nghĩa hiện đại đầu tiên không chỉ của Nhật Bản mà còn của cả thế giới. Người cùng thời và là đối thủ của Murasaki Shikibu trong cung, bà Sei Shōnagon hé lộ sự quan sát và suy ngẫm thâm trầm trong Sách gối đầu (枕草子, Makura no Sōshi) được viết vào thập kỷ 990. Bài thơ Nhật Bản nổi tiếng Iroha (いろは) cũng được viết dưới thời Heian.

### Sắc đẹp
Trong thời kỳ Heian, sắc đẹp được coi là một trong những phần quan trọng của một người "tốt". Về mặt mỹ phẩm, đàn ông và phụ nữ quý tộc đã đánh phấn mặt và làm đen răng, sau này gọi là  ohaguro . Lý tưởng lịch sự của đàn ông bao gồm một ria mép và râu dê mỏng trong khi miệng của phụ nữ được vẽ nhỏ và đỏ. Lông mày của họ bị nhổ hoặc cạo và vẽ lại cao hơn trên trán ( hikimayu ).
Phụ nữ nuôi dưỡng mái tóc đen bóng mượt. Trang phục lịch sự của một người phụ nữ lịch sự bao gồm một "chiếc áo choàng mười hai lớp" phức tạp gọi là  jūnihitoe , mặc dù số lượng lớp thực tế khác nhau. Trang phục được xác định theo địa vị và mùa, đặc biệt là áo choàng của phụ nữ, theo hệ thống kết hợp màu sắc đại diện cho hoa, cây và động vật cụ thể theo mùa hoặc tháng, (xem các mục Wikipedia tiếng Nhật ' 'irome' ' và ' 'kasane-no-irome' ').

## Kinh tế
Trong khi một mặt thời kỳ Heian là một giai đoạn hòa bình kéo dài bất thường, một mặt nó lại làm suy yếu nền kinh tế Nhật Bản và dẫn đến nghèo đói cho gần như mọi cư dân chỉ trừ một vài người thuộc giai tầng trên. Các quý tộc được hưởng lợi lộc từ nền văn hóa Heian, những Yokibito nghĩa là "người tốt" hay "người may mắn", có tổng số 5000 người ở đất nước có 5 triệu dân. Một lý do mà tầng lớp samurai có thể nắm quyền là giai cấp quý tộc thống trị thiếu khả năng quản lý nước Nhật và các tỉnh. Cho đến năm 1000 chính quyền không còn biết làm thế nào để phát hành tiền tệ nữa và tiền dần dần biến mất. Việc thiếu các phương tiện trung gian hữu hình để trao đổi kinh tế được minh họa rõ rệt trong các tiểu thuyết đương thời. Ví dụ như người đưa thư được thưởng những vật dụng hữu ích, như lụa kimono cũ, thay vì trả tiền.
Những kẻ thống trị Fujiwara đã thất bại trong việc duy trì lực lượng cảnh sát đầy đủ, khiến bọn cướp tự do bắt du khách. Điều này được minh họa ngầm trong tiểu thuyết bởi nỗi kinh hoàng khi đi lại vào ban đêm của các nhân vật chính. Hệ thống shōen cho phép tích lũy của cải của tầng lớp quý tộc; thặng dư kinh tế có thể được liên kết với sự phát triển văn hóa của thời Heian và "theo đuổi nghệ thuật". Các ngôi chùa Phật giáo lớn trong Heian-kyō và Nara cũng đã sử dụng shōen. Việc thành lập các chi nhánh một cách tự nhiên và tích hợp một số đền thờ Thần đạo trong các mạng lưới đền thờ này phản ánh một "sự năng động của tổ chức" lớn hơn.

## Các sự kiện
- 784: Nhật hoàng Kammu dời đô đến Nagaoka-kyo (Kyōto)
- 794: Nhật hoàng Kammu dời đô đến Heian-kyo (Kyōto)
- 804: Nhà sư Tối Trừng (Dengyo Daishi) khởi đầu hệ phái Thiên Thai Tông
- 806: Nhà sư Không Hải (Kōbō Daishi) truyền bá hệ phái Chân ngôn tông (Tantric)
- 819: Không Hải xây dựng tu viện trên núi Koya, ở phía Đông Bắc phần ngày nay là tỉnh Wakayama
- 858: Nhật hoàng Seiwa bắt đầu sự thống trị của gia tộc Fujiwara[6]
- 895: Sugawara no Michizane tạm dừng đại sứ quán hoàng gia ở Trung Quốc
- 990: Sei Shōnagon viết Sách gối đầu
- 1000-1008: Murasaki Shikibu viết tiểu thuyết Truyện kể Genji
- 1050: Tầng lớp quân sự nắm quyền (samurai)
- 1052: Chùa Byōdō-in (gần Kyoto) được Fujiwara Yorimichi khánh thành
- 1068: Thiên hoàng Go-Sanjō lật đổ gia tộc Fujiwara
- 1087: Thiên hoàng Shirakawa thoái vị và đi tu, trở thành "ẩn đế" đầu tiên (insei)
- 1156: Taira no Kiyomori đánh bại gia tộc Minamoto và nắm quyền, theo đó chấm dứt thời kỳ "insei"[7]
- 1180 (tháng 6): Thủ đô được chuyển đến Fukuhara-kyō (Kobe)
- 1180 (tháng 11): Thủ đô được chuyển về Heian-kyō (Kyōto)
- 1185: Nhà Taira bị đánh bại (chiến tranh Genpei) và Minamoto Yoritomo của gia tộc Hōjō nắm quyền, trở thành shōgun đầu tiên của Nhật Bản, trong khi Hoàng đế (hay "mikado") chỉ là bù nhìn.
- 1191: Lâm Tế tông được truyền vào Nhật Bản bởi nhà sư Eisai ở Kamakura và được tầng lớp samurai, tầng lớp thống trị trong xã hội Nhật Bản đón nhận.

## Link liên quan
- Nghệ thuật Heian ở New York Metropolitan Museum of Art
- Nghệ thuật và thư pháp Heian ở Bảo tàng Quốc gia Tokyo Lưu trữ ngày 28 tháng 9 năm 2007 tại Wayback Machine
- Nghệ thuật Heian ở British Museum
- Thời kỳ Heian tại mnsu.edu Lưu trữ ngày 2 tháng 6 năm 2010 tại Wayback Machine

< thời kỳ Nara | Lịch sử Nhật Bản | thời kỳ Kamakura >